# Хаиме Ејзагире
Хаиме Ејзагире (шп. Jaime Eyzaguirre; Сантијаго, 21. децембар 1908 — Сантијаго, 17. септембар 1968) је био чилеански историчар, есејиста и професор опште историје на Католичком универзитету у Сантијагу. Од 1942. био је шеф катедре за историју устава, од 1943. године професор на Филозофском факултету. Био је уредник часописа Естудиос (шп. Estudios). Члан Шпанске краљевске Академије (шп. Real Academia Española) и један од оснивача Чилеанске академије језика (шп. Academia Chilena de la Lengua). 
Заступник је схватања о расној супериорности Шпанаца и одлучујућој, прогресивној историјској улози Шпаније у латиноамеричкој историји, оправданост каудиљизма и маргиналном значењу широких слојева становништва у борби за независност. Био је критичар либерализма, позитивизма и марксизма у историјској науци. 

## Дела
- Ventura de padre de Valdivia, O' Higgins, Imagen y ruta de la emancipación Chilena, 1957.
- Historia de Chile, Chile y Bolivia, La fisonomía histórica de Chile, 1948.
- Historia constitucional de Chile, 1959.